# Veľké Úľany
Veľké Úľany (węg. Nagyfödémes– wieś (obec) na Słowacji, w kraju trnawskim, w powiecie Galanta. Miejscowość położona jest na Nizinie Naddunajskiej.